# Thrips alni
Thrips alni är en insektsart som beskrevs av Jindřich Uzel 1895. Thrips alni ingår i släktet Thrips, och familjen smaltripsar. Arten är reproducerande i Sverige.